# Iablanovo, Sliven
Iablanovo (în bulgară Ябланово) este un sat în comuna Kotel, regiunea Sliven,  Bulgaria. 

## Demografie
Componența etnică a satului Iablanovo
     Turci (88,71%)
     Bulgari (1,12%)
     Nicio identificare (10,16%)
     Altele (0,29%)
La recensământul din 2011, populația satului Iablanovo era de 3.030 locuitori. Din punct de vedere etnic, majoritatea locuitorilor (88,71%) erau turci, cu o minoritate de bulgari (1,12%). Pentru 10,16% din locuitori nu este cunoscută apartenența etnică.